# Santa Cruz da Baixa Verde
Santa Cruz da Baixa Verde là một đô thị thuộc bang Pernambuco, Brasil. Đô thị này có diện tích 91,2 km², dân số năm 2007 là 11664 người, mật độ 127,89 người/km².